# Metaphalangium bispinifrons
Metaphalangium bispinifrons is een hooiwagen uit de familie echte hooiwagens (Phalangiidae).